# 土井正博
土井 正博（どい まさひろ、1943年12月8日 - ）は、大阪市港区生まれ、大阪府中河内郡柏原町（現：柏原市）出身の元プロ野球選手（外野手、一塁手）・コーチ、解説者・評論家。

## 経歴

### アマチュア時代
幼少の頃に父親が戦死。生まれは大阪市港区だが、終戦間もなく、母と姉と共に藤井寺球場近くの柏原へ転居した。実家は本屋を営んでいたというが、土井が本塁打王を争っていた年に近隣の貰い火で焼失した（その事実は、シーズン後まで伏せられていたという）。大鉄高校では1年次の1959年から打線の中心として活躍するが、当時の大鉄高は、土井の1年上に伊藤幸男・小野坂清、同期に中井悦雄と後にプロに進む3人が強力投手陣を形成していた。同年の秋季近畿大会府予選準決勝で、八尾高校の久野剛司から本塁打を放ち注目を集める。近畿大会でも準決勝に進み、海南高校の木原義隆に抑えられ敗退するが、2年次の1960年には春の選抜への出場権を得る。甲子園では1回戦で東邦高校に逆転負けを喫した。
同校の野球部は藤井寺球場で練習を行うことがあり、そこで当時近鉄バファローのスカウトを務めていた根本陸夫の誘いを受け、1961年に高校を2年で中退して近鉄に入団した。母子家庭で、親孝行を考えてのプロ入りであった。
当時の近鉄スカウト・荒井健は「土井の後には有力者が付いていてそっちの方にだいぶ金がかかったんです。当時としては約500万円かかっていますから相当な金額です。それで大鉄高を2年で辞めさせたんです」と証言している。

### 近鉄時代
近鉄は1958年から1962年まで5年連続でパシフィック・リーグ（パ・リーグ）最下位に低迷しており、特に土井が入団した1961年には日本プロ野球 (NPB) 記録となるシーズン103敗を喫するなど、「パ・リーグのお荷物」とすら言われる有様だった。土井は「一軍の監督だった千葉茂さんは、コツコツ当てるタイプの打者を好むんですよ。「ピストル打線」なんて言われていて、右方向に流して打つことが求められた。でも僕はホームランを打てる打者だと思っていたから、強く振ることにこだわっていたんです。そうしたら、シーズンが終わった後に球団から解雇を通告されました。」と述べている。同年オフに千葉が監督を退任し、後任として別当薫が新監督に就任。同時にチーム名も「近鉄バファローズ」に改称されたが、別当はプロ入り1年目にして整理対象となっていた土井の長距離打者としての才能を見出し、翌1962年のオープン戦で4番打者に起用。「18歳の4番打者」と売り出されたが、レギュラーシーズンでは4番打者として起用されることはなかった。同年は強肩俊足を活かし、中堅手として129試合に出場。チーム最多の16盗塁を記録するが、打撃面では今一つ伸び悩み打率.231、5本塁打、43打点にとどまった。土井自身も重圧に耐えかねて出場メンバーから外すように願い出たこともあったが、別当は「打てないお前より、使っている俺のほうが苦しい。近鉄が強くなるためにはお前の力が必要になる。だから、数年先のためにお前は外さない」と拒否し、起用を続けた。1963年には左翼手に回り全150試合に出場。打率.276（リーグ12位）と成長がみられ、26試合に4番打者として起用される。外野守備でも20補殺とチームに貢献した。
1964年に3割30本100打点には僅かに届かなかったものの、リーグ最多安打を記録し、野村克也（南海ホークス）に次ぐ98打点を記録するなどさらに成長する。その後も近鉄の中心打者として長らく活躍し、これらの経緯から、土井は別当を師匠と仰ぎ、別当は結婚式の際には父親のいない土井の父親役を務め、仲人は根本陸夫夫妻。1964年の28本塁打以降6年連続で20本塁打を記録し、オールスターでは1967年、1968年の2年連続でセ・パ両リーグ合わせて、ファン投票1位になる。1967年のオールスターゲームでは第1戦で2本塁打を放ち6打点、第2戦で3点本塁打の長池徳二、第3戦で満塁本塁打の大杉勝男と共にMVPを獲得。新時代の「実力のパ・リーグ」を見せつけた。しかし同年は打率.323を記録するものの張本勲に次ぐ2位、93打点も野村に次ぐ2位に終わりタイトルを逃す。また1967年から2年連続でベストナインに選出される。
1970年には賭博容疑（黒い霧事件）で書類送検され、1か月の出場停止処分を受ける。
1971年は打率.309で大杉と1本差の2位の40本塁打、113打点と自己最高の成績を残した。なお、近鉄在籍時代に記録した通算打点960は近鉄球団最多記録となった。

### 太平洋・クラウン・西武時代
1974年オフには足と肩に衰えがあり外野守備に不安があったため、太平洋クラブライオンズに柳田豊、芝池博明とのトレードで移籍。当初、太平洋は柳田、東尾修と阪急ブレーブスの長池徳二との2対1のトレードで纏まりかけていたが、長池が拒否した為、上記のトレードとなった。
1975年には一塁手を兼ね、34本塁打を放ち本塁打王の初タイトルを獲得した。このトレードに関して、当時の近鉄監督であった西本幸雄が2003年のインタビューにて、トレードを決めた1週間後にパ・リーグが翌年からの指名打者制導入を決定したため「土井は守らなくてよくなった。大失敗だと思った」と後悔したことを語っていた。
1977年、7月5日の対ロッテオリオンズ戦で村田兆治から安打を放ち、2000安打達成。1978年には打率.303、26本塁打を記録し、指名打者としてベストナインに選出される。同年オフに球団が国土計画に売却された後も、若い選手が多い西武の精神的支柱として野村・山崎裕之・田淵幸一らと共にチームを支えた。チームが平和台野球場（福岡県福岡市）から西武ライオンズ球場（埼玉県所沢市）に本拠地を移転する際には東尾修・竹之内雅史ら主力選手のほとんどが反対していた。土井も当初は「聞いた瞬間、野球をやめようかと思った。九州で骨を埋めるつもりで来たし、もう転々としてゲームやるのもおっくうになってきた。出来るなら九州でやりたい。だめなら実家のある大阪の球団へ移りたい気持ちだ。同時に野球をやめて事業に打ち込みたい考えもある。とにかく正式な話を聞きたい」と発言していたが、「俺はどこででもやる」とすぐに気持ちを切り替え、反対していた選手も徐々に納得していったという。
1981年には怪我のため出場試合数が減るが、シーズン中に「西武・長嶋茂雄監督招へい」と報道が出て、付き合いもあった長嶋の下でもうひと踏ん張り、と思っていた。しかし、根本に呼ばれ「次期監督は広岡に決まったようだから、お前は引退しろ」と言われた。管理野球の広岡とは合わないだろうという根本の考えであり、当時の同僚であった大田卓司によると「広岡さんが監督になるとき、土井さんを『いらない』って言った。だから土井さんは根本さんに『もう引退しろ』と言われて、引退させられた。」と述べている。根本の監督退任に伴うチームの若返り策にも理解を示し、現役を引退。

### 引退後
引退後はテレビ埼玉『ライオンズアワー&ヒットナイター』・日本短波放送『たんぱストレートナイター』解説者（1982年 - 1984年）を務める。
根本から「俺も監督を辞めてフロントに入るから、お前も3年間、解説をやれ」と命令が下り、東京か大阪のテレビ局かと思っていた土井は、地元に帰りたい気持から「なるべく大阪のテレビ局でお願いします」と泣きついたところ、「バカたれ! テレビ埼玉だ! そこで西武の野球をずっと見とけ!」と厳命。根本は土井を局に連れていき、社長と面会して「コイツを預かってください」と頼んだ。キャンプ視察も西武に限られ、実際に3年間、土井は西武を間近で見続けた。
1984年にはTBS系金曜ドラマ『くれない族の反乱』に南部史郎役で出演。由紀さおり演じる河村律子の亭主で、事故で野球選手を引退、妻と別れ、15歳の娘は非行に走るという役柄であった。視聴率20％超えの人気ドラマに出演したが、視聴者からの問い合わせは全く無かった。
1985年には約束通り西武に二軍打撃コーチとして復帰し、大久保博元・田辺徳雄の指導を任され、1986年には一軍打撃コーチに昇格。同年からPL学園から入団し、自身と同じ「18歳の四番打者」の境遇にあった清原和博を指導することになる。土井はのちに「清原を預かると分かった時はプレッシャーを感じ、潰したらいけない「新人王」を獲らせないといけないし、その重圧で瞬く間に髪が白くなった。」と語っている。根本に「悩んだときは初めて手を差し上げてくて」アドバイスされ、「自信を失くさないように」良いところを伸ばす指導方針へ舵を取る。試合に勝つ為にベテランを使いたい意向を持っていた森祇晶監督に「試合に出し続けながら育てたい」と考えていた土井は根本の後押しもあり5月の連休に清原を使い続けるように進言。清原はその後シーズン通して活躍し本塁打のルーキー記録を塗り替え新人王を獲得した。在任中は3年連続リーグ優勝と2年連続日本一に貢献。1988年からは二軍打撃コーチに戻るが、1989年シーズン中の5月に麻雀賭博に絡んでいたことが発覚し、強制捜査で現行犯逮捕されて解任された。
解任後は2度目のテレビ埼玉解説者（1990年 - 1991年）を経て、1992年には韓国KBO・三星ライオンズ打撃コーチを1年だけ務めたが、日本人の元プロ野球選手をコーチとしてKBOリーグに派遣するという日本プロ野球界の慣習の始まりとなった。
1996年に監督の東尾修が清原を再生できるのは土井しかいないと思い過去の経緯（1989年シーズン中麻雀賭博で逮捕。そのまま退団）から渋る堤義明オーナーを説得して西武一軍打撃コーチ復帰。土井でも清原の輝きを取り戻すことは出来ず清原はFAで巨人へ移籍。土井の教える打撃技術で松井稼頭央を成長させ松井はスイッチヒッター1年目から打率.283、50盗塁と成長を収めチームの中心選手となった。1997年はリーグトップの得点、1998年はリーグ2位の得点でリーグ2連覇に貢献。1999年はリーグ最下位の得点に低迷し、貧打に泣いて競り負けた。同年退団。3度目のテレビ埼玉解説者（2000年 - 2003年）を挟み、コーチ時代した監督の伊東勤の要請で、西武の一軍ヘッド兼打撃コーチ（2004年）→ヘッドコーチ（2005年 - 2007年）を務め、2004年のリーグ優勝・日本一に貢献。中島宏之は土井との出会いで打撃の才能を大きく開花させた。伊東は土井について「温厚で誰からも慕われる人柄。ヘッドをお願いすると快く引き受けてくださりその瞬間から「教え子」でもある私を監督と呼び、必ず敬語で話をされるようになりました。土井さんは極論すれば私の耳に余計な情報が入ってこないように盾をとなる事に徹していました。決して横暴に振る舞う事なく間違ったことも言わずコーチ陣からも選手たちからも信頼されたヘッドコーチでチームにとって大きな存在でした。」と述べている。
2008年10月1日に行われた清原の引退試合では観戦に訪れ、2009年から2010年まで『サンケイスポーツ』（関西版）評論家、2010年3月1日から3か月間は阪神大学リーグ2部に所属する追手門学院大学特別コーチを務めた。
2011年から渡辺久信監督の要請により、4年ぶりに西武一軍ヘッド兼打撃コーチを務めたが、2012年10月15日付で退団。
2013年からは『サンケイスポーツ』評論家に復帰し、2014年までは文化放送『ライオンズナイター』解説者も務めた。ただし関西在住のため、『ライオンズナイター』での中継出演は主に関西で行われるオリックス・バファローズ、阪神タイガース主管の西武戦の中継が主となる。『ホームランナイター』は原則としてABCラジオからのネット受けとなるため、聴取率調査期間や西武の優勝がかかった試合といった自社制作時を除いて出演はなかった。
2013年より千葉ロッテマリーンズの監督に就任した伊東より一軍ヘッドコーチの要請を受けていたが、辞退している。
2014年10月9日からは中日ドラゴンズ特別コーチに就任し、2015年の春季キャンプまで打撃指導をすることが発表された。また、2015年の秋季キャンプでも中日の特別臨時コーチを務め、高橋周平らを指導。
2016年10月25日に中日の一軍打撃コーチに就任することが発表され、監督の森繁和によると「土井さんは最後の仕事ということで引き受けてくれた」と話した。福田永将の台頭に一役買った。伸び悩んでいた平田良介を開花させ、ダヤン・ビシエド、ソイロ・アルモンテにも熱心に指導。キャンプ前には「高橋周平を一人前にすることが、私の球界への最後のご奉公」と話し、その言葉通り高橋はプロ入り7年目の2018年にレギュラーに定着し、初めて規定打席に到達した。中日退団にあたっては、『サンケイスポーツ』の取材に対して「もともと2年契約だった。今年、チームを目標だったCSに出場させることができなかった責任を、コーチとして痛感している」と明かし、10月18日付で退団した。
2019年からは『サンケイスポーツ』評論家として復帰する。

## 選手としての特徴
土井は典型的なプルヒッターで、通算465本の本塁打のうち、ライト方向へ飛んだのは3本だけだった。一方、ミートについては引っ張り一辺倒のバッティングでありながら土井によればバットを折った記憶がほとんどなく、土井はこのことを誇りに感じているという。また選球眼が良く、通算四球数は三振数よりも195個上回っており、かつ三振数の打数に対する割合が.089と1割を切っている。この「三振率1割未満」は400本塁打以上を打った15人の中では張本勲、長嶋茂雄と土井の3人のみである。
打撃フォームはヘッドを投手方向に豪快に向け、上半身を捻った独特なものであった。
元々は普通の構えであったが、引っ張った打球が常にファールになってしまう為、バットのヘッドを投手側に向け、捏ねる仕草を入れたところ、意外にも余分な力が抜け、また成績も上昇したため定着させていった。晩年は全盛時と比べると捻りはおとなしいものになった。水島新司の漫画「あぶさん」の主人公・景浦安武のモデルの1人であり、作中にて景浦が「土井さんは俺のフォームの師匠だ。」と語っている。
現役時代はチームの優勝に縁がなく、日本シリーズ出場経験はない。通算2452安打は、日本シリーズを経験していない選手の中では史上最多である。他に、名球会会員で日本シリーズ出場経験のないのは打者では阪神の藤田平、投手では大洋の平松政次がいるが、土井と同じく自身の引退後もチームはリーグ優勝、日本一に輝いている。
現役時代には、「18歳の4番打者」や高い成績を残しながら1975年に本塁打王のタイトルを獲得するまでタイトル獲得に恵まれなかったことから、「無冠の帝王」と呼ばれていた。

## 特筆

### 人物
- クラウン時代の1978年には35歳で19歳の伴侶を得て話題になり、その後は一男一女に恵まれている。
- コーチを解任された後に清原の技術が停滞し、1990年代以降死球禍などに苦しんだことについては、「清原に一軍で勝つための技術しか身に付けさせられなかった」としている。清原に死球の避け方を教えることができず、賭博によりコーチをやめることになってしまったことを後悔していた。そのため、1996年のコーチ復帰の際には、松井稼頭央などに死球の避け方をまず教えたという[31]。
- 50代あたりから総白髪になった。その理由として、1度目の西武打撃コーチ時代に清原を指導するにあたり、どのように指導したら良いか経験したことのない重圧を感じた為、瞬く間に髪の毛が白くなったと語っている[32]。
- 2001年秋、韓国プロ野球・LGツインズの監督だった金星根から『誰かピッチングコーチできるのいるか？』と聞かれた土井は加藤初[注 4]を推薦した。加藤は2001年秋季キャンプでLGの投手インストラクターに就任し、金はSKワイバーンズの監督に就任した際も加藤を投手コーチで招いている[33]。
- 2010年夏に行われたライオンズクラシックにOBとして参加した際、仙人のように立派な髭を蓄えており、トークショーで同席した当時のチームメイト、特に東尾を驚かせた。この髭は2009年に行われたライオンズクラシックでは蓄えていなかったので、その後伸ばし始めたと考えられる。2011年よりヘッドコーチに就任した際も伸ばし続けていたが、チームの不振の影響もあり、5月5日の時点で綺麗に剃られていた。その甲斐もあってかチームの連敗は止まった。
- コーチとして「松井稼頭央、中島宏之、中村剛也、栗山巧、浅村栄斗、高橋周平…。振り返ってみると、私は高卒の選手の方が教えやすかったというか、相性が良かったような気がします。」[34]、「自分がコーチになって預かった連中にも「3年間は集中して努力しなさい」と助言しています。ホップ・ステップ・ジャンプじゃないけど、松井稼頭央も中島宏之も秋山翔吾もみんな3年目に成果が出てくる。1年目から打ちまくったのは、清原だけでしたよ。」[35]と述べている。
- コーチとしてやりづらかった監督に森祇晶を挙げ「打てなかったら打てないし言うし辛抱してくださいって言っても辛抱しきれない常勝球団でしたから。育ってくる選手がなかなかねベテラン選手が出てくる。」、やりやすかった監督は東尾修、伊東勤、渡辺久信を挙げ「あとはみんなやりやすかったです。東尾は（若手を）使ってくるから。当たらなくても使ってくれたので推せば大丈夫だな。」[36]と述べている。

## 詳細情報

### 年度別打撃成績
| 年 度     | 球 団                | 試 合 | 打 席 | 打 数 | 得 点 | 安 打 | 二 塁 打 | 三 塁 打 | 本 塁 打 | 塁 打 | 打 点 | 盗 塁 | 盗 塁 死 | 犠 打 | 犠 飛 | 四 球 | 敬 遠 | 死 球 | 三 振 | 併 殺 打 | 打 率 | 出 塁 率 | 長 打 率 | O P S |
| --------- | -------------------- | ----- | ----- | ----- | ----- | ----- | -------- | -------- | -------- | ----- | ----- | ----- | -------- | ----- | ----- | ----- | ----- | ----- | ----- | -------- | ----- | -------- | -------- | ----- |
| 1962      | 近鉄                 | 129   | 500   | 477   | 33    | 110   | 21       | 1        | 5        | 148   | 43    | 16    | 8        | 3     | 2     | 16    | 0     | 2     | 60    | 15       | .231  | .259     | .310     | .569  |
| 1963      | 近鉄                 | 150   | 600   | 566   | 59    | 156   | 33       | 2        | 13       | 232   | 74    | 6     | 7        | 3     | 5     | 24    | 1     | 2     | 74    | 15       | .276  | .307     | .410     | .717  |
| 1964      | 近鉄                 | 147   | 616   | 567   | 75    | 168   | 29       | 4        | 28       | 289   | 98    | 4     | 6        | 4     | 5     | 38    | 1     | 2     | 52    | 12       | .296  | .342     | .510     | .852  |
| 1965      | 近鉄                 | 133   | 539   | 499   | 62    | 135   | 15       | 0        | 24       | 222   | 61    | 3     | 5        | 1     | 2     | 28    | 1     | 9     | 50    | 14       | .271  | .321     | .445     | .766  |
| 1966      | 近鉄                 | 130   | 515   | 469   | 58    | 129   | 27       | 0        | 21       | 219   | 58    | 3     | 6        | 0     | 4     | 40    | 3     | 2     | 48    | 10       | .275  | .335     | .467     | .802  |
| 1967      | 近鉄                 | 125   | 510   | 455   | 62    | 147   | 23       | 2        | 28       | 258   | 93    | 3     | 4        | 0     | 5     | 46    | 12    | 4     | 41    | 5        | .323  | .390     | .567     | .957  |
| 1968      | 近鉄                 | 131   | 542   | 456   | 54    | 141   | 23       | 0        | 20       | 224   | 80    | 7     | 7        | 0     | 7     | 75    | 27    | 4     | 35    | 7        | .309  | .411     | .491     | .902  |
| 1969      | 近鉄                 | 129   | 534   | 463   | 76    | 139   | 22       | 0        | 27       | 242   | 72    | 6     | 5        | 0     | 6     | 59    | 7     | 6     | 31    | 12       | .300  | .386     | .523     | .909  |
| 1970      | 近鉄                 | 73    | 296   | 264   | 29    | 74    | 5        | 0        | 11       | 112   | 41    | 2     | 4        | 0     | 0     | 28    | 5     | 4     | 22    | 7        | .280  | .358     | .424     | .910  |
| 1971      | 近鉄                 | 127   | 520   | 443   | 72    | 137   | 10       | 0        | 40       | 267   | 113   | 2     | 10       | 1     | 8     | 65    | 15    | 3     | 45    | 11       | .309  | .401     | .603     | 1.004 |
| 1972      | 近鉄                 | 118   | 496   | 426   | 66    | 128   | 18       | 0        | 30       | 236   | 84    | 5     | 1        | 0     | 3     | 64    | 6     | 3     | 34    | 16       | .300  | .396     | .554     | .950  |
| 1973      | 近鉄                 | 122   | 492   | 414   | 60    | 131   | 15       | 0        | 29       | 233   | 76    | 2     | 2        | 0     | 4     | 66    | 10    | 8     | 24    | 15       | .316  | .420     | .563     | .983  |
| 1974      | 近鉄                 | 130   | 516   | 429   | 60    | 119   | 8        | 0        | 29       | 214   | 67    | 5     | 2        | 0     | 4     | 74    | 3     | 9     | 35    | 18       | .277  | .406     | .517     | .923  |
| 1975      | 太平洋 クラウン 西武 | 130   | 554   | 481   | 74    | 125   | 9        | 0        | 34       | 236   | 82    | 2     | 0        | 0     | 3     | 64    | 4     | 6     | 45    | 13       | .260  | .354     | .491     | .845  |
| 1976      | 太平洋 クラウン 西武 | 121   | 491   | 429   | 53    | 111   | 7        | 0        | 25       | 193   | 73    | 3     | 4        | 0     | 6     | 51    | 1     | 5     | 38    | 10       | .259  | .344     | .445     | .789  |
| 1977      | 太平洋 クラウン 西武 | 123   | 495   | 428   | 45    | 106   | 8        | 0        | 24       | 186   | 67    | 3     | 4        | 1     | 4     | 57    | 4     | 5     | 35    | 10       | .248  | .343     | .436     | .779  |
| 1978      | 太平洋 クラウン 西武 | 126   | 497   | 433   | 54    | 131   | 13       | 0        | 26       | 222   | 75    | 2     | 5        | 0     | 6     | 53    | 5     | 5     | 35    | 8        | .303  | .385     | .513     | .898  |
| 1979      | 太平洋 クラウン 西武 | 128   | 540   | 470   | 56    | 127   | 12       | 1        | 27       | 222   | 70    | 2     | 5        | 1     | 2     | 61    | 0     | 6     | 42    | 15       | .270  | .361     | .472     | .833  |
| 1980      | 太平洋 クラウン 西武 | 116   | 455   | 395   | 48    | 112   | 8        | 1        | 23       | 191   | 65    | 1     | 1        | 0     | 2     | 51    | 1     | 7     | 22    | 14       | .284  | .375     | .484     | .859  |
| 1981      | 太平洋 クラウン 西武 | 61    | 145   | 130   | 9     | 26    | 3        | 0        | 1        | 32    | 8     | 1     | 1        | 0     | 0     | 12    | 0     | 3     | 9     | 8        | .200  | .283     | .246     | .529  |
| NPB：20年 | NPB：20年            | 2449  | 9853  | 8694  | 1105  | 2452  | 309      | 11       | 465      | 4178  | 1400  | 78    | 87       | 14    | 78    | 972   | 106   | 95    | 777   | 235      | .282  | .358     | .481     | .838  |

- 各年度の太字はリーグ最高
- 太平洋（太平洋クラブライオンズ）は、1977年にクラウン（クラウンライターライオンズ）に、1979年に西武（西武ライオンズ）に球団名を変更

### タイトル
- 本塁打王：1回（1975年）
- 最多安打：2回（1964年、1967年） ※当時連盟表彰なし、1994年より表彰

### 表彰
- ベストナイン：3回（外野手部門：1967年、1968年 指名打者部門：1978年）
- オールスターゲームMVP：3回（1967年 第1戦、1969年 第1戦、1975年 第3戦）

### 記録
初記録
- 初出場・初先発出場：1962年4月8日、対西鉄ライオンズ2回戦（小倉球場）、「6番・中堅手」で先発出場
- 初安打：1962年4月8日、対西鉄ライオンズ3回戦（小倉球場）、4回表に畑隆幸から
- 初本塁打：1962年4月11日、対毎日大映オリオンズ2回戦（日生球場）、6回裏に坂井勝二からソロ

節目の記録
- 100本塁打：1967年5月28日、対南海ホークス4回戦（大阪スタヂアム）、9回表に三浦清弘からソロ ※史上48人目
- 150本塁打：1969年8月7日、対西鉄ライオンズ16回戦（平和台球場）、2回表に池永正明から左越ソロ ※史上27人目
- 1000安打：1969年5月1日、対阪急ブレーブス5回戦（阪急西宮球場）、7回表に足立光宏から ※史上70人目
- 1000試合出場：1969年7月6日、対阪急ブレーブス12回戦（阪急西宮球場）、「4番・左翼手」で先発出場 ※史上139人目
- 200本塁打：1971年7月29日、対ロッテオリオンズ19回戦（東京スタジアム）、8回表に横山小次郎から左越ソロ ※史上17人目
- 250本塁打：1973年4月22日、対日拓ホームフライヤーズ前期3回戦（日生球場）、2回裏に小坂敏彦から満塁本塁打 ※史上9人目
- 1500安打：1973年5月23日、対ロッテオリオンズ前期9回戦（宮城球場）、3回表に村田兆治から中前安打 ※史上28人目
- 1500試合出場：1973年9月29日、対南海ホークス後期10回戦（日生球場）、「4番・左翼手」で先発出場 ※史上45人目
- 300本塁打：1974年8月16日、対日本ハムファイターズ後期6回戦（日生球場）、6回裏に新美敏から ※史上7人目
- 3000塁打：1975年6月1日、対ロッテオリオンズ前期13回戦（川崎球場）、4回表に成田文男から左越ソロ ※史上11人目
- 1000打点：1975年7月17日、対近鉄バファローズ前期3回戦（平和台野球場）、9回裏に柳田豊から左越逆転サヨナラ2ラン ※史上10人目
- 350本塁打：1976年6月3日、対日本ハムファイターズ前期9回戦（後楽園球場）、5回表に渋谷幸春から2ラン ※史上7人目
- 2000安打：1977年7月5日、対ロッテオリオンズ後期1回戦（宮城球場）、9回表に村田兆治から中前安打 ※史上10人目
- 2000試合出場：1977年8月31日、対日本ハムファイターズ後期10回戦（平和台球場）、「4番・左翼手」で先発出場 ※史上11人目
- 3500塁打：1977年9月30日、対阪急ブレーブス後期13回戦（平和台球場）、2回裏に足立光宏から左越3ラン ※史上8人目
- 400本塁打：1978年6月6日、対阪急ブレーブス9回戦（阪急西宮球場）、4回表に山田久志から左中間へソロ ※史上5人目
- 1000得点：1979年4月29日、対日本ハムファイターズ前期6回戦（後楽園球場）、9回表に宇田東植から左越3ランを放ち達成 ※史上12人目
- 4000塁打：1980年6月1日、対阪急ブレーブス前期8回戦（西武ライオンズ球場）、5回裏に山田久志から左前安打 ※史上6人目
- 450本塁打：1980年7月1日、対ロッテオリオンズ前期13回戦（西武ライオンズ球場）、8回裏に仁科時成から左越3ラン ※史上4人目

その他の記録
- 通算235併殺打 ※リーグ最多併殺を記録していない選手の中では歴代最多
- 6試合連続本塁打（1978年5月14日 - 5月22日）
- 5試合連続本塁打（1973年7月29日 - 8月3日）
- 25試合連続安打（1967年9月7日 - 10月17日）
- オールスターゲーム出場：15回（1963年、1964年、1965年、1966年、1967年、1968年、1969年、1971年、1973年、1974年、1975年、1976年、1978年、1979年、1980年）

### 背番号
- 51（1961年 - 1967年）
- 3（1968年 - 1981年）
- 87（1985年 - 1989年）
- 71（1996年 - 1999年、2004年 - 2007年、2011年 - 2012年）
- 90（2017年 - 2018年）

## 関連情報

### 出演番組
- TVSライオンズアワー
- TVSヒットナイター
- たんぱストレートナイター（日本短波放送＝現：ラジオNIKKEI）
- 文化放送ライオンズナイター
- くれない族の反乱（TBS系金曜ドラマ：1984年）：南部史郎役